# Edwig Van Hooydonck
Edwig Van Hooydonck (Ekeren, 4 agosto 1966) è un ex ciclista su strada belga. Passista veloce, professionista dal 1986 al 1996, vinse due edizioni del Giro delle Fiandre, nel 1989 e 1991, e quattro della Freccia del Brabante.
È fratello di Gino, ciclista professionista dal 1986 al 1993, e zio di Nathan.

## Carriera
Si mise in evidenza nelle categorie giovanili vincendo la prova in linea ai Campionati nazionali Juniores nel 1984 e il Giro delle Fiandre per dilettanti nel 1986.
Passò professionista nel settembre 1986, a soli 20 anni, con la Kwantum Hallen-Yoko di Jan Raas. Gareggiò come professionista fino al 1996, correndo sempre per le squadre di Raas, ottenendo una trentina di successi. Particolarmente adatto alle classiche belghe, vinse due edizioni del Giro delle Fiandre, nel 1989 precedendo Herman Frison e nel 1991 in solitaria; si aggiudicò anche quattro edizioni, tuttora record assoluto, della Freccia del Brabante, nel 1987, 1991, 1993 e nel 1995, e la Dwars door België nel 1990, e i terzi posti al Giro delle Fiandre del 1992 e alla Parigi-Roubaix del 1989 e 1990.
Si ritirò dalle corse nell'aprile del 1996, a soli 30 anni. Alcuni anni dopo dichiarò di aver scelto di ritirarsi rifiutandosi di far uso di EPO, sostanza dopante che negli anni Novanta si diffuse nel ciclismo, e quindi non sentendosi più adeguato a competere con il resto del gruppo. Nella stessa occasione polemizzò con Johan Museeuw, affermando che questi si sarebbe dopato per tutta la sua carriera.

## Palmarès
- 1986 (dilettanti)

Giro delle Fiandre dilettanti
- 1987 (Superconfex-Yoko, due vittorie)

Freccia del Brabante
5ª tappa Giro dei Paesi Bassi (Wijchen > Nimega)
- 1988 (Superconfex-Yoko, sei vittorie)

Prologo Vuelta a Andalucía (Cadice, cronometro)
Classifica finale Vuelta a Andalucía
3ª tappa Tour Méditerranéen (Saint-Cyr-sur-Mer > Antibes)
Grand Prix Eddy Merckx
De Drie Zustersteden-Antwerpen
Tour de l'Est de la Belgique
- 1989 (Superconfex-Yoko, tre vittorie)

Kuurne-Bruxelles-Kuurne
Giro delle Fiandre
Grand Prix de Denain
- 1990 (Buckler-Colnago-Decca, due vittorie)

Dwars door België
Grand Prix Deutsche Weinstrasse
- 1991 (Buckler-Colnago-Decca, quattro vittorie)

Grand Prix La Marseillaise
Giro delle Fiandre
Freccia del Brabante
Schaal Sels-Merksem
- 1992 (Buckler-Colnago-Decca, sei vittorie)

Grand Prix La Marseillaise
4ª tappa Étoile de Bessèges (Brodezac)
Grand Prix de Denain
6ª tappa Vuelta a España (Gandía > Benicasim)
3ª tappa Tour of Ireland (Limerick)
Tour de la Haute-Sambre
- 1993 (Wordperfect-Colnago-Decca, quattro vittorie)

Freccia del Brabante
2ª tappa Tour de Romandie (La Chaux-de-Fonds > Sion)
3ª tappa, 2ª semitappa Tour de Luxembourg (Bettembourg, cronometro)
Stadsprijs Geraardsbergen
- 1995 (Novell Software-Decca, una vittoria)

Freccia del Brabante

### Altri successi
- 1987 (Superconfex-Yok0)

Pinkstercriterium-Kloosterzande (Kermesse)
Grote prijs van Gingelom (Kermesse)
- 1988 (Superconfex-Yoko)

La Calamine-Kelmis (Kermesse)
Grand Prix de la Libération (Cronosquadre)
- 1989 (Superconfex-Yoko)

Tokyo Supercriterium (Criterium)
- 1991 (Buckler-Colnago-Decca)

Grand Prix de la Libération (Cronosquadre)
Ronde van Made (Kermesse)
- 1992 (Buckler-Colnago-Decca)

Merbes-le-chateau (Kermesse)
- 1994 (Wordperfect-Colnago-Decca)

Grote Prijs Paul Borremans-Viane (Kermesse)

## Piazzamenti

### Grandi giri
- Tour de France

1989: 110º
1990: 101º
1991: 103º
1992: ritirato (13ª tappa)
1993: 136º (lanterne rouge)
1994: ritirato (14ª tappa)
- Vuelta a España

1992: 116º
1995: 102º

### Classiche monumento
- Milano-Sanremo

1991: 13º
1992: 11º
1995: 33º
- Giro delle Fiandre

1987: 27º
1988: 22º
1989: vincitore
1991: vincitore
1992: 3º
1993: 7º
1994: 9º
1995: 42º
- Parigi-Roubaix

1987: 5º
1988: 19º
1989: 3º
1990: 3º
1991: 17º
1992: 18º
1993: 6º
1994: 40º
1995: 13º
- Liegi-Bastogne-Liegi

1988: 32º
1990: 108º
1991: 9º
1992: 10º
1993: 32º
1994: 47º
1995: 60º
- Giro di Lombardia

1991: ritirato
1994: ritirato

### Competizioni mondiali
- Campionati del mondo

Ronse 1988 - In linea Professionisti: 77º
Chambéry 1989 - In linea Professionisti: ritirato
Stoccarda 1991 - In linea Professionisti: 49º
Agrigento - In linea Elite: ritirato
- Coppa del mondo

1989: 6º
1991: 4º
1992: 17º
1993: 16º